# Горихвостовы
Горихвостовы — древний русский дворянский род.
Род внесён в VI часть родословных книг Московской и Санкт-Петербургской губерний.

## История рода
Родоначальник, Фёдор Васильевич Горихвостов, прозванием Голова, владимирский сын боярский, переведён из Владимира в Новгород (1530), потомство его внесено в родословную книгу Московской губернии.
Сын боярский Товарищ Фёдорович, обонежский помещик (1583).
Иван Яковлевич получил грамоту Сигизмунда III на поместья в Ярославском и Костромском уездах (1610) и просил назначить дьяком в Нижний Новгород "за старостью, за терпение, что за вас государей терпел от Шуйского". Помещик Обонежской пятины, дворянин Степан Иванович Горихвостов, воевода в Тихвине (1609—1620), собрав 1000 ратных людей, пришел на помощь к князю Скопину-Шуйскому.
Брат его, Григорий Иванович, посол в Швецию (1633 и 1635), другой брат, Дмитрий, — в Грузию и Имеретию, (1654). Степан Григорьевич Горихвостов, за службу в войну с Турцией и Крымом пожалован вотчинами (1686).
Осип Дмитриевич владел населённым имением (1699).

## Описание герба
Щит разделён крестообразно на четыре части. В первой части, в золотом поле, изображён разогнутый циркуль остриём вверх. Во второй части, в голубом поле, летящая в левую сторону птица, называемая горихвостка, держит во рту развернутый свиток бумаги. В третьей части, в зелёном поле, видны натянутый золотой лук и стрела, обращённая к левому верхнему углу (польский герб Лук). В четвёртой части, в золотом поле, означены земляной вал и городовая стена с башнею.
Щит увенчан дворянскими шлемом и короной. Нашлемник: три страусовых пера. Намёт на щите голубой, подложенный золотом. Щитодержатели: два воина в латах, имеющие в руках по копью. Герб рода Горихвостовых внесён в Часть 6 Общего гербовника дворянских родов Всероссийской империи, стр. 23.

## Известные представители
- Горихвостов Иван Александрович — воевода в Малмыже (1615), Тетюшках (1617—1618), послан в Швецию (1638).
- Горихвостов Григорий Иванович — голова у жильцов, ранен в бою с Лисовским под Орлом (1613), воевода в Белгороде (1616—1617), Севске (1623), Пелыме (1629—1631), московский дворянин (1627—1640), посол в Швецию (1632), Литву (1634).
- Горихвостов Дмитрий Григорьевич — за шведскую службу дано жалование (1634), московский дворянин (1636—1640).
- Горихвостов Степан Тимофеевич — воевода в Тихвине (1617—1620).
- Горихвостов Дмитрий Иванович — ездил с посольством в Швецию (1634), за что было дано жалование, московский дворянин (1636—1640), воевода в Черни (1637—1639).
- Горихвостов Богдан Степанович — стряпчий (1640).
- Горихвостов Фёдор Иванович — московский дворянин (1640).
- Горихвостов Захар Петрович — стряпчий (1692)[4][5][2].
- Горихвостов Александр Захарьевич (1782—1855) — генерал-лейтенант, участник Отечественной войны 1812 года и Кавказских походов, комендант Кинбурнской и Хотинской крепостей.
- Горихвостов Дмитрий Петрович (ок. 1770—1846) — русский меценат, благотворитель.